# Eugen Varga
Eugen Samuilovich "Jenő" Varga (6 de noviembre de 1879, Budapest - 7 de octubre de 1964, Moscú) fue un economista marxista de origen húngaro.

## Biografía
Eugen "Jenő" Varga estudió filosofía y geografía económica en la Universidad de Budapest. En 1906, comenzó a escribir en revistas socialistas y académicas, principalmente sobre temas económicos, y también sobre otros temas. Antes de la Primera Guerra Mundial se ganó cierta fama por discutir con Otto Bauer sobre los orígenes de la inflación en el Imperio austrohúngaro. En este período Varga pertenecía a los centristas marxistas, de los cuales Karl Kautsky y Rudolf Hilferding eran los voceros más destacados. Participó como ministro de finanzas en la efímera República Soviética Húngara de 1919. Tras el derrocamiento de la República Soviética, huyó a Viena. En 1920 se fue a la Unión Soviética, donde comenzó a trabajar para la Internacional Comunista, que se especializaba en los problemas económicos internacionales y cuestiones agrarias. En los años 1922-1927 estuvo trabajando en el departamento de comercio de la embajada soviética en Berlín. En la década de 1930 se convirtió en un asesor económico de Iósif Stalin. Sobrevivió a las purgas de la década de 1930. Durante la Segunda Guerra Mundial aconsejó al gobierno soviético en materia de reparaciones de la posguerra. Varga asistió a la Conferencia de Potsdam de 1945 como un experto. Al igual que la mayoría de sus compatriotas que vivían y trabajaban en Moscú, se unió al Partido Comunista de la Unión Soviética, pero también se mantuvo activo en el Partido Comunista de Hungría.
Fue el autor de los informes económicos de los congresos de la Internacional Comunista debatidos entre 1921 y 1935. Un gran número de sus escritos eran estudios sobre la coyuntura económica internacional, en los que hizo un gran esfuerzo para evaluar las tendencias cuantitativas en la producción, la inversión y el empleo a partir de datos económicos oficiales de numerosos países. También estudió en detalle el imperialismo alemán.
En 1946 publicó La Transformación Económica del Capitalismo al final de la Segunda Guerra Mundial, en el que sostenía que el sistema capitalista era inherentemente más estable de lo que se creía hasta ahora. Esto llevó a la clausura del Instituto que dirigía Varga. Posteriormente en 1949 haría su autocrítica. A pesar de que seguía siendo un respetado economista académico, su prestigio había disminuido. En la segunda edición de la Gran Enciclopedia Soviética fue calificado como un "economista burgués". Después de la muerte de Stalin en 1953, reapareció en la escena, pero los nuevos hombres en el poder en el Kremlin que creían en las virtudes de la coexistencia pacífica no estaban interesados en las predicciones de Varga del estallido de una crisis económica "necesaria" en los Estados Unidos. En 1954 y 1959 recibió las Órdenes de Lenin, en 1954 obtuvo el Premio Stalin y en 1963 el Premio Lenin. Después de su muerte, sus obras seleccionadas en tres volúmenes fueron publicados en la Unión Soviética, Hungría y Alemania Oriental.
Varga nunca volvió a vivir en su Hungría natal. Pero como Varga mantenía una estrecha relación con Mátyás Rákosi, fue varias veces invitado como asesor económico a Hungría. En este periodo (1945-1950) se había especializado en la planificación económica, la fijación de precios y las reformas monetarias, es decir, las reformas que los comunistas húngaros ahora en el poder estaban llevando a cabo. Después de la caída de Rákosi causada por la revolución húngara de 1956 y la toma de posesión por el equipo de Kádár, la labor de asesoramiento de Varga ya no volvió a ser apreciada.

## Otras lecturas
- Gerhard Duda, Jeno Varga und die Geschichte des Instituts für Weltwirtschaft und Weltpolitik in Moskau 1921-1970. Berlín, 1994.
- Peter Knirsch, Eugen Varga. Berlín, 1961.
- Laszlo Tikos, E. Vargas Tatigkeit als Wirtschaftsanalytiker und Publizist in der ungarischen Sozialdemokratie, in der Konimtern, in der Akademie der Wissenschaften der UdSSR. Tübingen, 1965.
- André Mommen, Eens komt de grote crisis van het kapitalisme. Leven en werk van Jeno Varga. Bruselas, 2002.
- André Mommen, Stalin's Economist. The Economic Contributions of Jenö Varga. Londres: Routledge, 2011.
- Kyung Deok Roh (July 2011). "Rethinking the Varga Controversy, 1941-1953". Europe-Asia Studies 63 (5): 833–855.